# Comuna Cementerio (Cúcuta)
Cementerio es el nombre que recibe en conjunto las comunas 9 (Suroccidental) y 10 (Cementerio) de la ciudad colombiana de Cúcuta. Le fue dado ese nombre debido a que en ese lugar está ubicado el cementerio principal que hay en la ciudad, el cementerio central San José inaugurado en 1890. Se ubica en gran parte en los cerros de San Rafael, al sur de la ciudad, donde se obtienen impresionante vistas del área urbana, como el mirador Cristo Rey, y la loma de Bolívar donde hay un monumento a la Batalla de Cúcuta.

## Administración
La comuna Cementerio está dividida en:
Comuna 9
Divina Pastora, Belén, Rudensindo Soto, Gaitán, Barrio Nuevo, La Aurora, las Colinas, Cundinamarca, San Miguel, Loma de Bolívar, Los Alpes, Carora y Pueblo Nuevo.
Comuna 10
Cementerio, San José, Circunvalación, Camilo Torres, La Cabrera, Puente Barco, Santo Domingo, San Rafael, Alonso López, Galán, Santander, Las Malvinas, El Cortijo, Grupo Maza y Coca-Cola.

## Galería

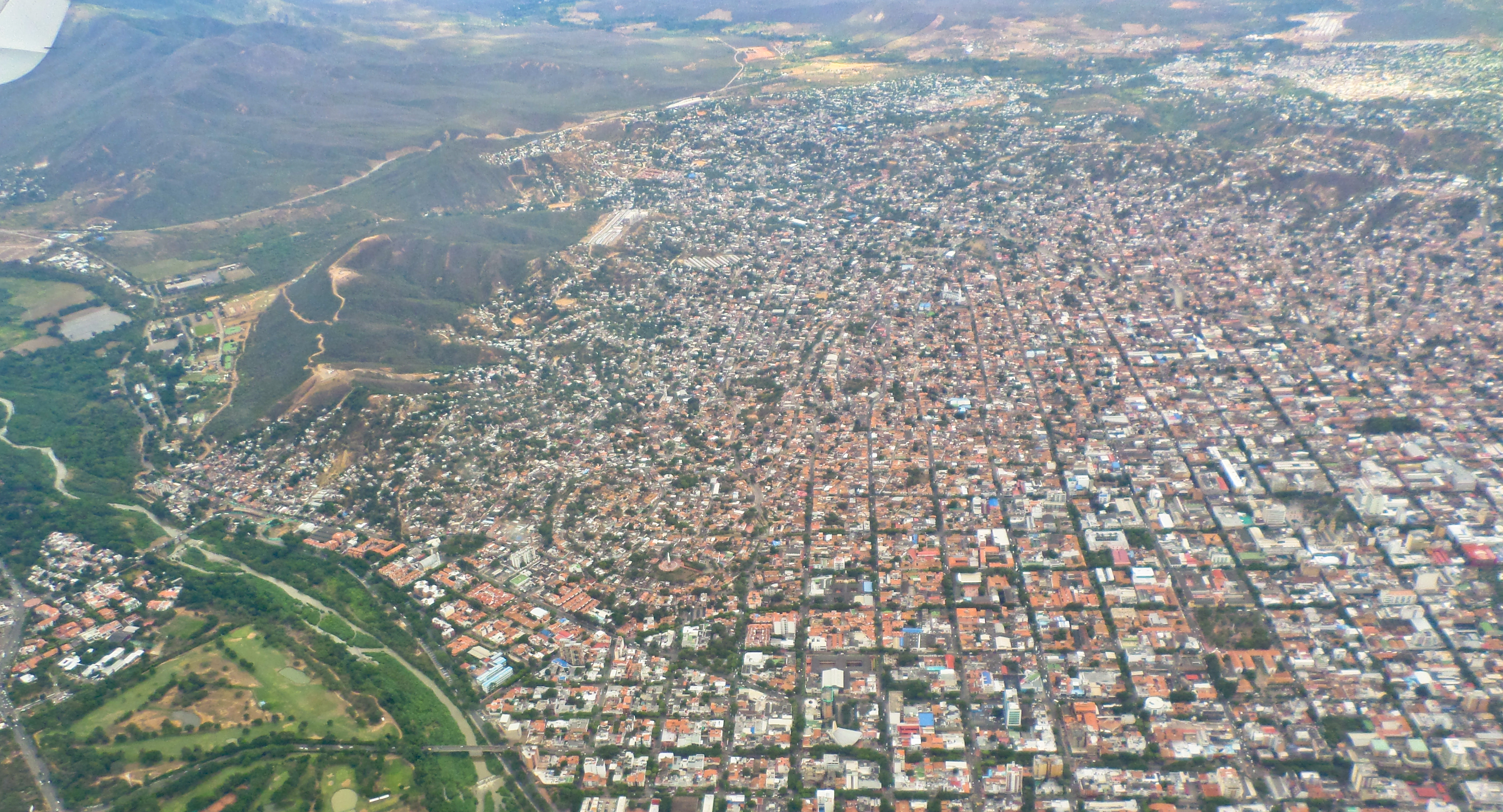
Vista aérea
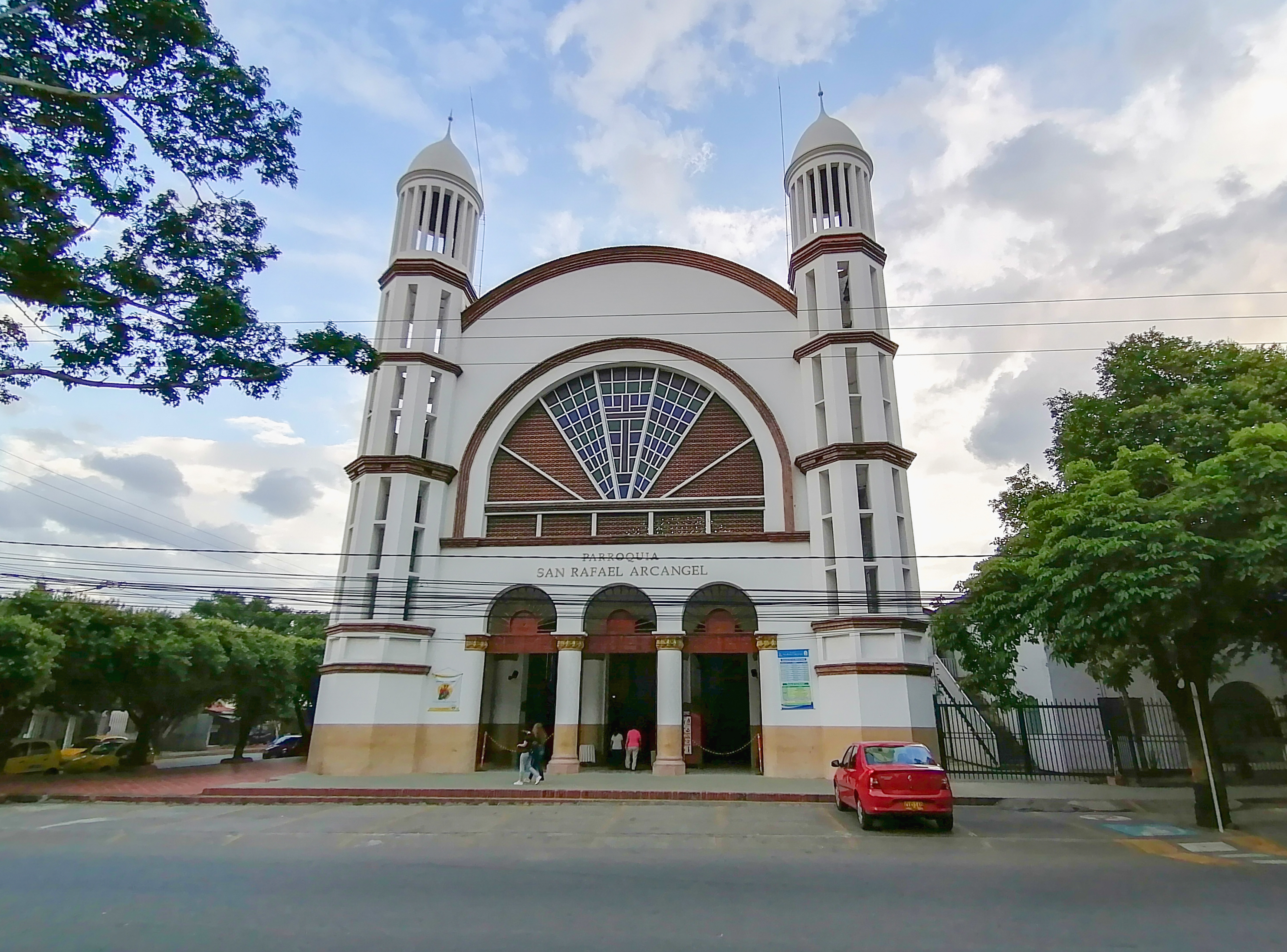
Iglesia San Rafael
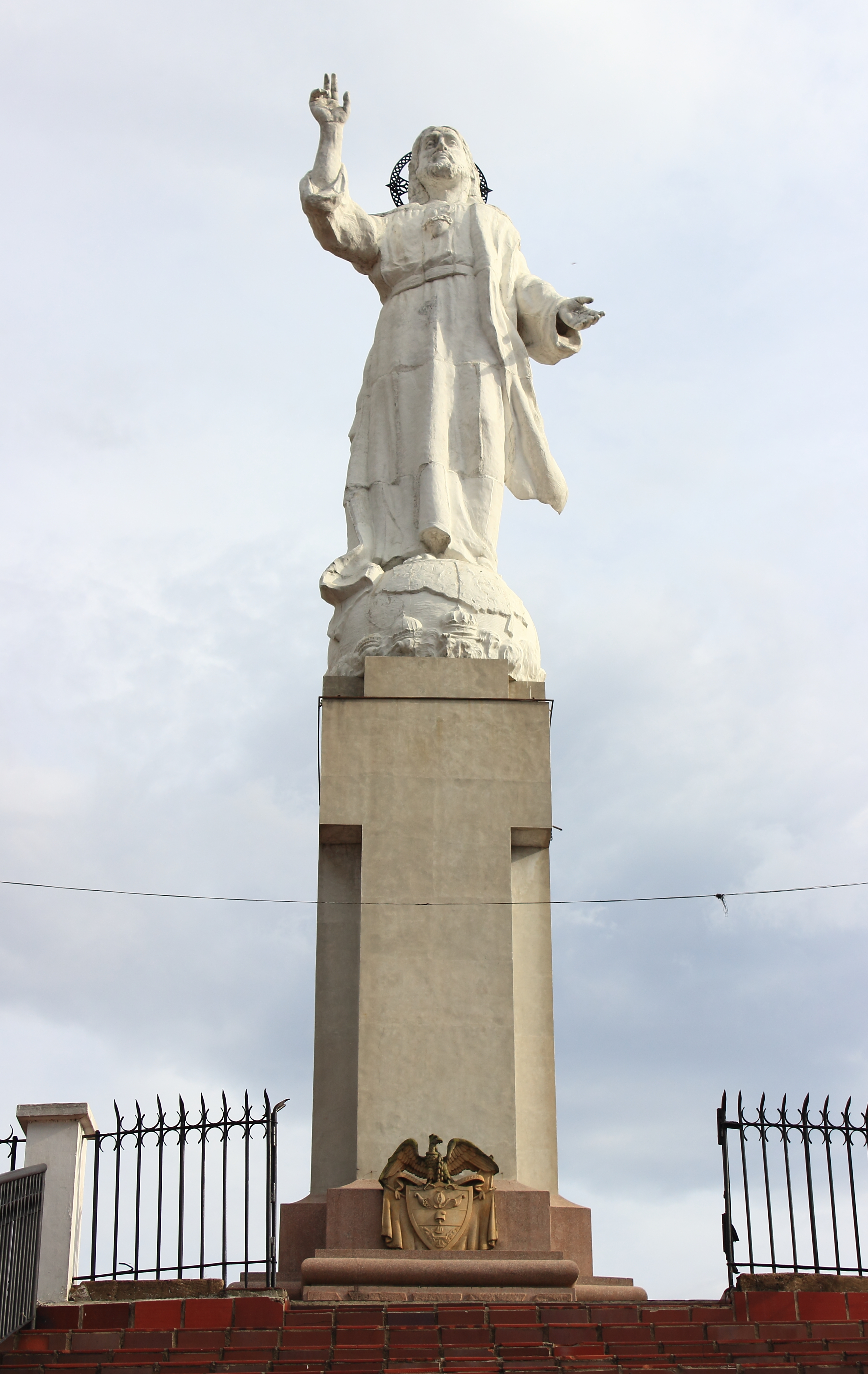
Monumento Cristo Rey
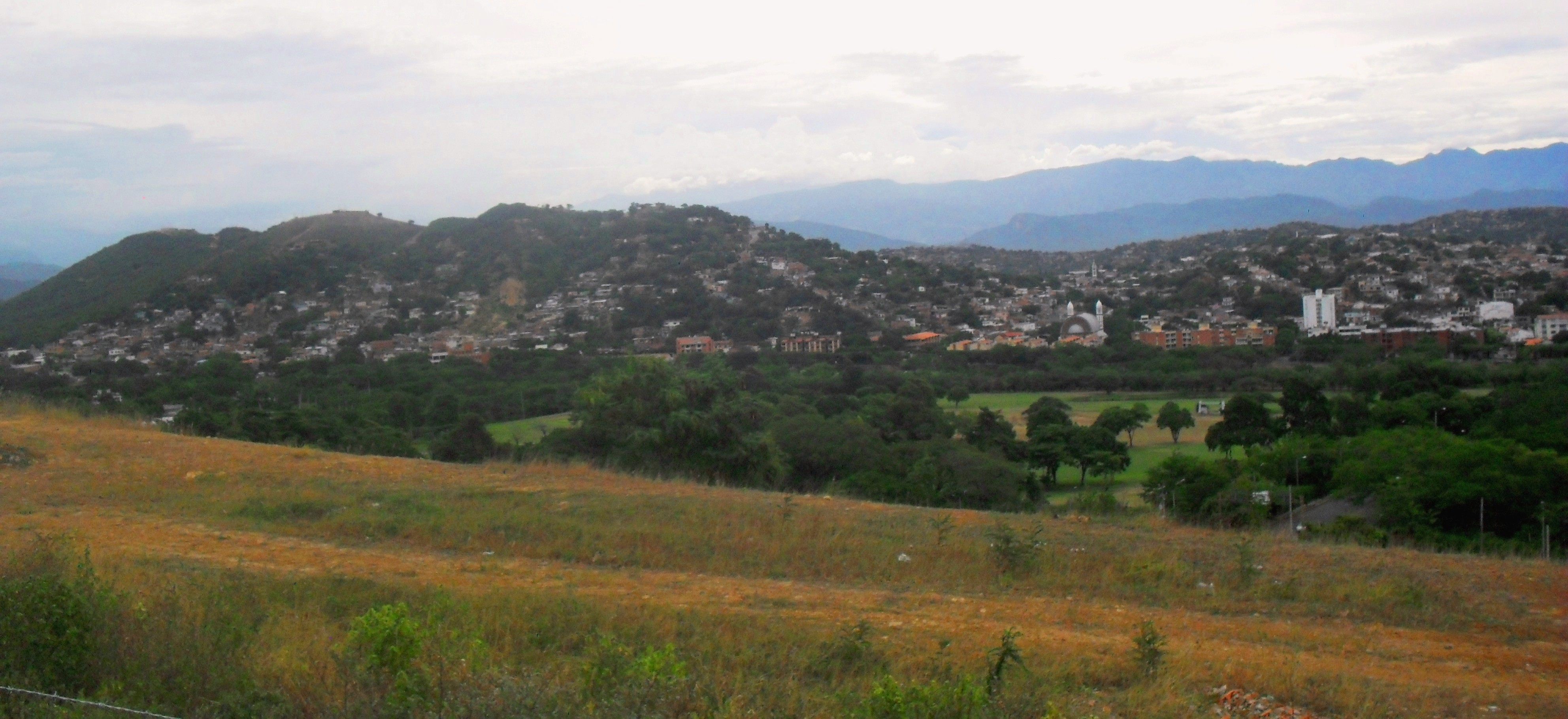
Vista desde la Av. Cero
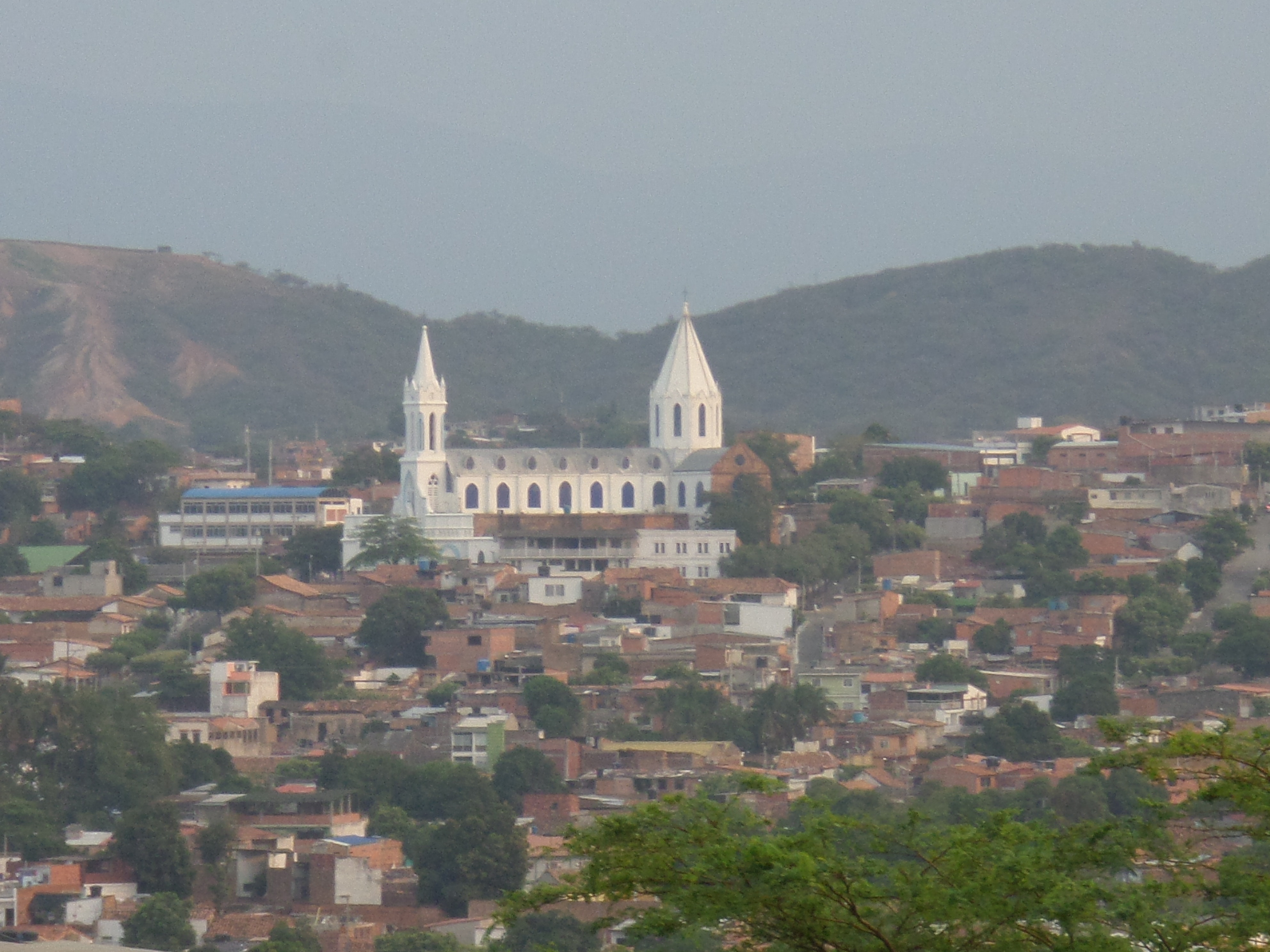
Barrio San José